# Еджвар (станція метро)
51°36′50″ пн. ш. 0°16′27″ зх. д. / 51.613889° пн. ш. 0.274167° зх. д.
Еджвар (англ. Edgware) — кінцева станція відгалуження Еджвар Північної лінії Лондонського метро. Станція розташована у 5-й тарифній зоні, у районі Еджвар, боро Барнет, Лондон, наступна станція Бернт-Оук. Пасажирообіг на 2017 рік — 5.28 млн осіб.

## Історія
- 18 серпня 1924: відкрита як кінцева Charing Cross, Euston & Hampstead Railway[3]
- 1 червня 1964: припинення вантажного трафіку[4]

## Пересадки
- На автобуси London Bus маршрутів: 32, 79, 107, 113, 142, 186, 204, 221, 240, 251, 288, 292, 303, 340 та нічні маршрути N5, N16, N113
- На автобуси Uno маршрутів: 614 та 644.